# 3470 Yaronika
3470 Yaronika eller 1975 ES är en asteroid i huvudbältet som upptäcktes den 6 mars 1975 av den rysk-sovjetiske astronomen Nikolaj Tjernych vid Krims astrofysiska observatorium på Krim. Den har fått sitt namn efter upptäckarens son, Yaroslav.
Asteroiden har en diameter på ungefär 13 kilometer.